# معركة خشام
في 7 فبراير 2018، قام التحالف الذي تقوده الولايات المتحدة، والذي أنشئ في عام 2014 لمواجهة تنظيم الدولة الإسلامية (داعش)، بتوجيه ضربات جوية ومدفعية هائلة على القوات الموالية للحكومة السورية بالقرب من بلدة خشام، أو منطقة الطابية، وكلاهما في محافظة دير الزور. وأوضحت الولايات المتحدة الهجوم بقولها إن القوات الموالية للحكومة «شنت هجوما غير مبرر ضد مقر قيادة قوات سوريا الديمقراطية الراسخ» في المنطقة، في حين أن أعضاء قوات التحالف «كانوا في موقع مشترك مع شركاء من قوات سوريا الديمقراطية أثناء الهجوم على بعد ثمانية كيلومترات شرق خط تفادي النزاع المتفق عليه من نهر الفرات». وأشار البيان الصادر عن وزارة الدفاع الروسية في 8 فبراير 2018 إلى الحادث الذي وقع في قرية الصالحية (الواقعة جنوب بلدة أبو حمام التابعة لقوات سوريا الديمقراطية في منطقة البوكمال)، وقال إنه ناجم عن أعمال استطلاعية للميليشيات السورية لم تحصل على موافقة من قيادة العمليات الروسية؛ وأكد البيان أنه لا يوجد أفراد خدمة روس في «المنطقة المعينة في محافظة دير الزور بسوريا».
وقال الجيش الأمريكي إن مائة من المقاتلين السوريين الموالين للحكومة قتلوا في الهجوم الأمريكي مما دفع سوريا لاتهام الولايات المتحدة بشن «مذبحة وحشية» لقواتها وروسيا لاتهام الولايات المتحدة بأن لها دوافع اقتصادية في أعمالها مستشهدة بحقول نفطية قريبة. ومع ظهور معلومات عن سقوط ضحايا بين المواطنين الروس في الهجوم، تسبب الحادث في فضيحة في روسيا، ووصفته وسائل الإعلام بأنه «أول اشتباك قاتل بين مواطنين من روسيا والولايات المتحدة منذ الحرب الباردة».

## معلومات أساسية
في سبتمبر 2014، بدأت الولايات المتحدة في بذل جهود لإنشاء ائتلاف عالمي بهدف معلن هو مكافحة داعش في سوريا، وكذلك في العراق. ومنذ 22 سبتمبر 2014، وقد نفذت عمليات عسكرية في سوريا، في المقام الأول ضد قوات الدولة الإسلامية في العراق والشام، باعتبارها جزءا من عملية العزم الصلب. وكانت القوة الرئيسية التي تدعمها الولايات المتحدة في الجزء الشمالي الشرقي من سوريا هي قوات سوريا الديمقراطية، وهي مجموعة تتكون بشكل غالب من ميليشيات كردية وعربية.وفي عام 2017، وبدعم من القوات الأميركية، استولت قوات سوريا الديمقراطية على الرقة من تنظيم الدولة الإسلامية، وتقدمت منذ ذلك الحين إلى نهر الفرات، حيث تم إنشاء «خط لتدفاعي النزاع» من خلال التنسيق بين حكومتي الولايات المتحدة وروسيا. وفي مناسبات عدة، قصفت القوات الأميركية وحدات سورية موالية للحكومة تعمل في المنطقة. وفي نوفمبر 2017، جعلت الحكومة الأمريكية من المعروف أنها توسع أهدافها في سوريا بما يتجاوز دحر قوات الدولة الإسلامية، للضغط على الحكومة السورية لتقديم تنازلات في محادثات جنيف. وكانت هذه النية، في منتصف يناير 2018، بثها بوضوح وزير الخارجية، ريكس تيلرسون، الذي قال إن إدارة ترامب ستحتفظ بوجود عسكري مفتوح في سوريا لمواجهة النفوذ الإيراني وضمان رحيل الرئيس السوري بشار الأسد.
وكانت روسيا تقوم بعمليات عسكرية جوية في سوريا دعما للحكومة السورية منذ 30 سبتمبر 2015. وعلاوة على ذلك، فإن المتعاقدين العسكريين الروس من القطاع الخاص («المتطوعون»)، ولا سيما المرتبطين بمجموعة فاغنر، يشاركون في عمليات برية منذ الوقت نفسه تقريبا، على الرغم من أن الحكومة الروسية لم تؤكد وجودهم رسميا قط.
في 13 فبراير 2018، تحدث الجنرال جيفري ل. هاريغيان قائد القيادة المركزية للقوات الجوية الأمريكية عن الظروف قبل الهجوم: «فقد لاحظ التحالف ارتفاعا بطيئا في الافراد والمعدات في الأسبوع السابق وذكرنا المسئولين الروس بوجود قوات سوريا الديمقراطية والتحالف عبر خط تفادي النزاع عبر الهاتف. كان ذلك قبل وقت طويل من هجوم قوات العدو. أعرف أنكم ستسألون، لذلك سأكون واضحا بأنني لن أتكهن بشأن تشكيل هذه القوة أو التي كانت تحت سيطرتها». وعرض هاريغيان الضربة الأمريكية كدليل على استعداد التحالف «لمنع عودة ظهور داعش».
في 22 فبراير 2018، نقلت صحيفة واشنطن بوست عن مصادر لم تكشف عن هويتها في الاستخبارات الأمريكية قولها إنها الاتصالات التي تم اعتراضها أياما قبل وبعد الحادث بين رجل الأعمال الروسي يفغيني بريغوجين الذي يعتقد أنه يمول مجموعة فاغنر ومسؤولين سوريين كبار، مثل منصور فضل الله عزام، وكذلك مسؤولون في الكرملين، أن بريغوجين «حصل على إذن» من وزير روسي غير محدد للمضي قدما في خطوة «سريعة وقوية» في أوائل فبراير. بانتظار موافقة الحكومة السورية.
وكان يفغيني فيكتوروفيتش بريغوجين أحد الأشخاص الذين وجهت إليهم في منتصف فبراير 2018 لائحة اتهام من هيئة المحلفين الكبرى لمقاطعة كولومبيا بشأن التهم المتعلقة بتحقيق المستشار الخاص بقيادة المستشار الخاص روبرت مولر.

## الحادثة والخسائر البشرية
وفقا للبيان الرسمي للجيش الأمريكي، فإنه حوالي الساعة العاشرة مساء التوقيت المحلي في ليلة 7 فبراير 2018، قوة مؤلفة من خمسمائة مقاتل مؤيد للحكومة تتألف من ميليشيات محلية وجنود حكوميين ومقاتلين شيعة أفغان مدربون من إيران، وأفيد بأن المقاولين الروس شنوا هجوما على مقر قيادة قوات سوريا الديمقراطية بالقرب من بلدة خشام، الواقعة على نهر الفرات في سوريا. وبدعم من دبابات تي-72 وتي-55، قصفت القوات الموالية للحكومة أولا قاعدة قوات سوريا الديمقراطية بالمدفعية ومدافع الهاون والصواريخ في ما وصفه مسؤولون عسكريون أمريكيون بأنه «هجوم منسق». وسقطت ما يتراوح بين 20 و30 قذيفة على بعد 500 متر من مقر القيادة. وذكر الجيش الامريكى ان وجود افراد من العمليات الخاصة الأمريكية في القاعدة قوبل برد من طائرات التحالف بقيادة الولايات المتحدة بما فيها طائرات ايه سى -130 ومقاتلات من طراز اف-15 وطائرات بدون طيار وطائرات هليكوبتر هجومية من طراز ايه اتش-64، والطائرات من طراز بى-52 واف-22. وقصفت بطاريات المدفعية البحرية الأميركية، بما في ذلك منظومة صواريخ مدفعية عالية الحركة، القوات السورية كذلك. ووفقا لما ذكرته مصادر في مجموعة فاغنر الشركة العسكرية الخاصة الروسية نقلا عن وسائل الإعلام والجيش الأمريكي، فإن القوات الأمريكية كانت على اتصال بضابط الاتصال الروسي الرسمي في دير الزور وفتحت النار بعد أن تلقت تأكيدات بأنه لا توجد قوات روسية نظامية في العمل.
استمرت الاشتباكات ثلاث ساعات وشهدت مقتل ما بين 45 وأكثر من 100 مقاتل سوري موال للحكومة، وأصيب مقاتل واحد من قوات سوريا الديمقراطية بجروح، وفقا لتقارير وسائل الإعلام الأولية. ولم يقتل أو يصب أي من القوات الأميركية. وزعم البنتاغون انه كان على اتصال مستمر مع السلطات العسكرية الروسية خلال الاشتباك الذي أعطى القوات الأمريكية تأكيدات بشن ضربات دون خطر ضرب قوات روسية نظامية.
نقلت سي إن إن عن مسؤولين في وزارة الدفاع الأمريكية قولهما في 8 فبراير 2018 إن الجيش الأمريكي أجرى تقييما لتورط مقاولين روس وقال أحدهم إن بعض المقاولين لقوا مصرعهم في الضربات الجوية. وقال قائد ميليشيا كردية وضابط روسي سابق إن المتعاقدين العسكريين من القطاع الخاص كانوا موجودين وعانوا من خسائر خلال الضربات الجوية. وخلال الأسبوعين التاليين للحادث، أكد وزير الدفاع الأمريكي جيم ماتيس وغيره من المسؤولين العسكريين الأمريكيين مرارا أن القادة العسكريين الأمريكيين كانوا على اتصال مع نظرائهم الرسميين الروس قبل وأثناء وبعد الاشتباك وأن نظرائهم الروس أخبروا الجيش الأمريكي بأنه لا يوجد روس في التشكيل شبه العسكري. وفي الوقت نفسه، وبعد وقت قصير من الضربة، بدأت مصادر روسية غير رسمية عديدة في نشر المعلومات التي تفيد بأن عددا من المتطوعين الروس قتلوا في الضربات الجوية، مع قيام فريق التحقيقات الروسي، وفريق استخبارات النزاعات، بالإشارة إلى مقتل 10 من المتعاقدين. وبوجه عام، قدرت فريق استخبارات النزاعات أن ما بين 20 و30 قد لقوا حتفهم. وفي 17 فبراير، نقل عن زعيم فاغنر، أندري تروشيف، قوله إن 14 «متطوعا» قتلوا في المعركة.
ذكر مصدر عسكري سوري أيضا أن مقاتلين روس قتلوا. ونقلت صحيفة روسية عن مصادر عسكرية ومصادر متعاقدة روسية قولها إن القوات الموالية للحكومة كانت تحاول السيطرة على حقل الغاز الكونوكو (المعروف محليا باسم الطابية) من قوات سوريا الديمقراطية. وبعد ثلاثة أسابيع من الحادث، نشرت مجلة دير شبيغل الألمانية تقريرها الخاص بالتحقيقات استنادا إلى الأدلة المستمدة من مصادر مباشرة متعددة (من المشاركين والشهود) في المنطقة، خلصت إلى أن الرد الأمريكي الشرس أثاره في المقام الأول وحدة من الميليشيات القبلية السورية ومقاتلين شيعة يتحركون من قرية الطابية في وقت متأخر من يوم 7 فبراير، بالتزامن مع مجموعة أخرى من القوات الموالية للحكومة التي عبرت نهر الفرات بالقرب من مطار دير الزور تتقدم نحو خشام من قرية مراط. ووفقا لتقرير دير شبيغل، لم يكن الروس في أي من التشكيلات؛ ومع ذلك كان هناك فريق صغير من المتعاقدين العسكريين الروس من القطاع الخاص يتمركزون في الطابية، الذين لم يكونوا يشاركون في القتال. وعلى الرغم من ذلك، قتل ما بين عشرة وعشرين من الروس في الغارات الأمريكية، في حين كان معظم القتلى من بين الجنود من الفرقة الرابعة للجيش السوري.
في 13 فبراير، نشرت وزارة الدفاع الأمريكية لقطات غير سرية تصور الضربات الجوية المستهدفة للتحالف على موقع دبابة تي-72 الموالية للحكومة، وأبلغ عن موقع مدفعية لمقاول روسي في منطقة خشام.
أسماء المتعاقدين الروس الذين تم تأكيد مقتلهم:
| الاسم              | العمر |
| ------------------ | ----- |
| Vladimir Loginov   | 51    |
| Kirill Ananyev     | 33    |
| Stanislav Matveyev | 38    |
| Igor Kosoturov     | 45    |
| Alexey Ladygin     | 26    |
| Alexey Shikov      | 27    |
| Vladimir "Apostol" | N/A   |
| Ruslan Gavrilov    | 37    |
| Oleg Tereshchenko  | 35    |
| Alexey Mitina      | N/A   |

## حوادث أخرى في المنطقة
في 10 فبراير 2018، دمرت طائرة استطلاع أمريكية من طراز MQ-9 دبابة من طراز تي-72 تابعة للقوات الموالية للحكومة في غارة جوية بالقرب من حقل الغاز في الطابية. ولم تكن الدبابة نفسها تطلق النار على قوات سوريا الديمقراطية والتحالف، ولكن عناصر أخرى في التشكيل كانت.
في 15 فبراير 2018، أفاد المرصد السوري لحقوق الإنسان، ومقره المملكة المتحدة، بأن 23 من الأفراد الموالين للحكومة، بمن فيهم 15 متعاقدا عسكريا من القطاع الخاص الروسي، قد لقوا مصرعهم بعد انفجار في مستودع للأسلحة في الطابية.
في 2 مارس 2018، قتل اثنان على الأقل من المقاتلين الموالين للحكومة بغارات جوية شنها التحالف بالقرب من خشام.